# Ulîcine, Drohobîci
Ulîcine (în ucraineană Уличне, în germană Gassendorf) este o comună în raionul Drohobîci, regiunea Liov, Ucraina, formată numai din satul de reședință. Un cătun al satului a fost locuit de germanii galițieni, acesta purtând numele de Gassendorf.

## Demografie
Componența lingvistică a comunei Ulîcine
     Ucraineană (99,77%)
     Alte limbi (0,24%)
Conform recensământului din 2001, majoritatea populației comunei Ulîcine era vorbitoare de ucraineană (99,77%), existând în minoritate și vorbitori de alte limbi.